# Charles Rondony
Charles Rondony (Prats-de-Mollo, 6 mars 1856 – Saint-Vincent, 22 août 1914), est un officier général français.
C'est l'un des 42 généraux français morts au combat durant la Première Guerre mondiale.

## Biographie
Né à Prats-de-Mollo dans les Pyrénées-Orientales, il est le fils d'un négociant, Bonaventure Rondony et de Julie Tardieu.
Rondony est incorporé le 8 novembre 1875 comme soldat au 22e régiment d'infanterie de ligne.
Il suit les cours d'officier de l'École militaire d'infanterie (EMI) à Avord dans la promotion 1879/1880.
Promu adjudant le 6 novembre 1879, il est muté au 4e régiment d'infanterie de marine (RIMa) le 6 octobre 1880, ayant été nommé sous-lieutenant à cette date suivant à l'issue de sa formation à l'EMI.

### Officier de l'infanterie coloniale
Promu lieutenant le 25 mai 1883, il est muté au régiment de tirailleurs annamites, puis le 18 mai 1884, au 1er régiment de tirailleurs tonkinois.
Il prend part aux combats de la seconde expédition du Tonkin.
Le lieutenant Rondony passe au 2e régiment de tirailleurs tonkinois, le 16 juin 1885.
Le 29 septembre, il rejoint le 2e RIMa.
Le 21 mai 1887, Rondony est affecté au régiment de tirailleurs sénégalais à Saint-Louis (Sénégal).
Il participe aux opérations de la conquête coloniale française de l'Afrique de l'Ouest.
Il est promu capitaine le 21 février 1888, et rejoint le 1er RIMa.
Le 11 avril 1890, il retourne au 4e RIMa stationné à Toulon, puis au 3e régiment de tirailleurs tonkinois le 16 février 1891 où il fait campagne au Tonkin.
Le capitaine Rondony est cité à l'ordre des troupes de l'Indochine à la suite des opérations au Tonkin entre le 8 septembre et le 6 octobre 1892 :

« A montré une décision et une fermeté remarquable en venant de sa propre initiative fermer aux bandes chinoises le débouché du nord du cirque de Lang Xa et n'a cessé de faire preuve de la plus grande vigueur pendant les opérations au cours desquelles il a été contusionné d'une balle. »

Le 3 mars 1893, Rondony est muté au 5e RIMa en garnison principale à Cherbourg.
Le 1er avril 1894, il rejoint le 8e RIMa à Toulon.
C'est dans ce régiment qu'il est promu chef de bataillon, le 13 juillet, avant de retourner au 4e RIMa le 19 juillet suivant.
En janvier 1896, il est désigné pour servir au 3e régiment de tirailleurs tonkinois (RTT), puis le 22 juillet au 2e régiment de tirailleurs tonkinois.
Le 29 juillet 1897, le commandant Rondony est muté au 7e RIMa à Rochefort.
Il se marie à Prats-de-Mollo le 18 octobre 1897 avec Marie Marguerite Antoinette Milhade (1870-1951), d'une famille de Gironde. "Antoinette Milhade (1870-1951), [est la] fille d’Eugène Milhade (1838-1894), propriétaire rentier, adjoint au maire des Peintures, époux de Berthe Gellie, elle-même fille de Simon Gellie, négociant, maire des Peintures (1874-1876). Ainsi, le général Rondony réside souvent dans la belle propriété de son épouse, le domaine des Sablons aux Peintures, à proximité de Coutras. Les Milhade sont de riches propriétaires terriens : le grand-père (Jean Milhade) et l’oncle (autre Jean Milhade) de la générale Rondony ont été maires de Cubnezais (respectivement de 1843 à 1854 et de 1870 à 1900), tandis qu’au XIXe siècles trois membres de la famille Milhade ont été maire de Cubzac-les-Ponts et un autre de Mouillac."
Promu lieutenant-colonel en mars 1900, il passe au nouveau 17e RIMa, le 1er juillet 1900, en Chine.
Il commande en second ce régiment durant la révolte des Boxers.
Le 1er février 1902, il retourne au 3e RTT, avant d'être muté le 31 mai au 3e régiment d'infanterie coloniale (RIC) à Rochefort.
Le 19 septembre 1902, il prend le commandement du nouveau 23e RIC à Paris.
Il gagne Madagascar le 10 juillet 1904, où il passe au 19e RIC le 20 septembre suivant.
Charles Rondony est promu colonel le 24 décembre 1904.
Il prend le commandement du 1er régiment de tirailleurs malgaches à Tananarive, le 17 janvier 1905.
De septembre 1906 à janvier 1910, le colonel Rondony est chef de corps du 7e RIC à Rochefort.
Le 29 janvier 1910, il prend le commandement de la 2e brigade des troupes du groupe de l'Indochine.
Le 27 janvier 1912, il devient chef de corps du 3e RIC à Rochefort.
Promu général de brigade le 18 mars 1913, il prend le commandement de la 3e brigade d'infanterie coloniale (3e BIC) à Rochefort.
Chevalier de la Légion d’honneur depuis 1887, officier en 1903, il est promu au grade de commandeur le 11 juillet 1914 et décoré le 14 juillet sur le front des troupes à Rochefort par le vice-amiral Félix Arago (1849-1929), préfet maritime du 4e arrondissement et comme lui natif des Pyrénées-Orientales...

### Première Guerre mondiale
Le 2 août 1914, le général Rondony est mobilisé à la tête de son unité.
Le 8 août, la brigade, composée des 3e et 7e RIC, intègre le mouvement de marche de la 3e division d'infanterie coloniale (DIC), quitte Rochefort et atteint Mussey dans la Meuse.
À partir du 12 août, d'étape en étape, le général cantonne à Sommaisne, Ippécourt, Rampont, Baâlon, Chauvency-Saint-Hubert, puis à Chauvency-le-Château le 20 août.
Le lendemain, la brigade cantonne sur la frontière franco-belge à Limes.
Le général Raffenel, commandant la 3e DIC, ordonne une poussée offensive vers le Nord en direction de Neufchâteau (Belgique).
Dans le combat qui s'ensuit avec les éléments du 6e corps d'armée allemand, une partie de la division française se retrouve bloquée autour de Rossignol (Belgique) ; les éléments de la division sont rejetés de la forêt vers 15 h et se replient autour et dans le village.
Raffenel meurt pendant l'après-midi. De facto, il est remplacé par les généraux Rondony et Charles Félix Eugène Montignault († 1921).
Durant cette bataille de Rossignol, Charles Rondony est mortellement blessé le 22 août 1914 .
Il est cité à l'ordre de l'armée :

« Tombé glorieusement le 22 août 1914. »

— 19 septembre 1914
Reconnu « mort pour la France », il est inhumé par les Allemands près de la route de Han à Villers-sur-Semois puis transféré, en 1916, au cimetière militaire du Tilleul de Tintigny (Belgique).
Le 17 mars 1927, son corps est exhumé pour être enterré au cimetière des Peintures en Gironde.

## Décorations
Commandeur de la Légion d'honneur (décret du 11 juillet 1914)

 Croix de guerre 1914–1918, palme de bronze (une citation à l'ordre de l'armée - à titre posthume)

 Médaille coloniale (agrafes Sénégal et Soudan, 1893)

 Médaille commémorative de l'expédition du Tonkin (1885)

 Médaille commémorative de l'expédition de Chine (1901)

 Commandeur du Dragon d'Annam (4 juillet 1897).

 Commandeur de l'ordre royal du Cambodge.

## Postérité
En 1919, un quartier de la caserne de la Schanze (ou Artillerie Kaserne)  à Haguenau est rebaptisé en l'honneur du général Rondony.
Son nom est inscrit au monument des Généraux morts au Champ d'Honneur 1914-1918 de l'église Saint-Louis à l'Hôtel des Invalides de Paris.